# Charpont
Charpont is een gemeente in het Franse departement Eure-et-Loir (regio Centre-Val de Loire) en telt 491 inwoners (1999). De plaats maakt deel uit van het arrondissement Dreux.

## Geografie
De oppervlakte van Charpont bedraagt 7,1 km², de bevolkingsdichtheid is 69,2 inwoners per km².

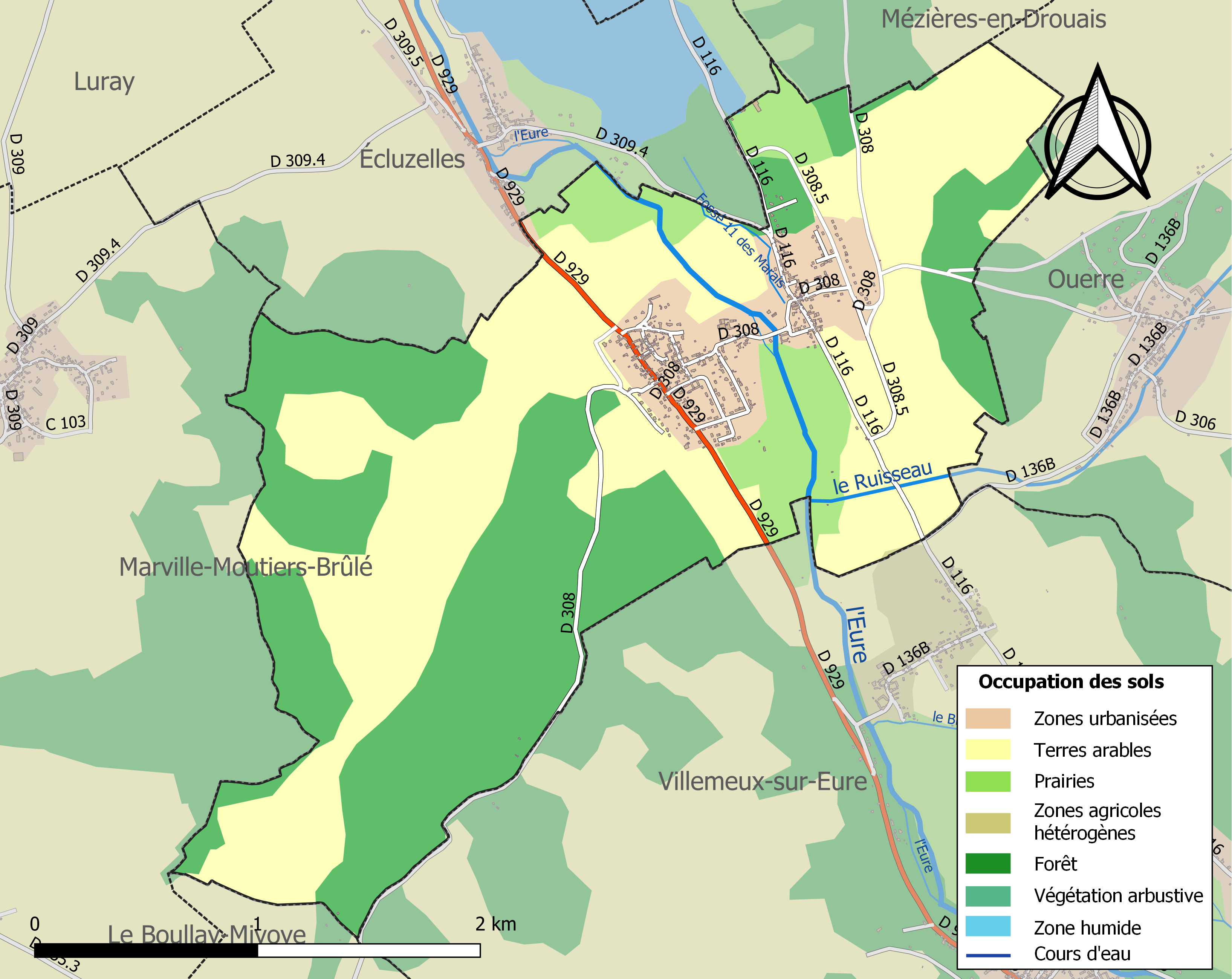
Kaart van de gemeente met de belangrijkste infrastructuur, bodemgebruik en omliggende gemeenten

## Demografie
Onderstaande figuur toont het verloop van het inwonertal (bron: INSEE-tellingen).